# Homalotyloidea dahlbomii
Homalotyloidea dahlbomii is een vliesvleugelig insect uit de familie Encyrtidae. De wetenschappelijke naam is voor het eerst geldig gepubliceerd in 1837 door Westwood.